# Gmina East Boyer

Położenie Gminy East Boyer w hrabstwie Crawford

Gmina East Boyer (ang. East Boyer Township) – gmina w USA, w stanie Iowa, w hrabstwie Crawford. Według danych z 2000 roku gmina miała 424 mieszkańców, a jej powierzchnia wynosi 90,74 km².